# Douglas DC-7
Douglas DC-7 byl americký dopravní letoun vyráběný v letech 1953 až 1958 společností Douglas Aircraft. Byl to poslední velký letoun s pístovým motorem vyráběný společností Douglas. Vyvinut byl v době, kdy do služby vstupoval první proudový dopravní letoun de Havilland Comet a jen pár let předtím, než vzlétl proudový letoun Douglas DC-8. Na rozdíl od jiných úspěšnějších vrtulových letadel firmy Douglas jako DC-3 a DC-6 nezůstal k roku 2020 v provozu žádný z modelů DC-7.

## Vznik a vývoj

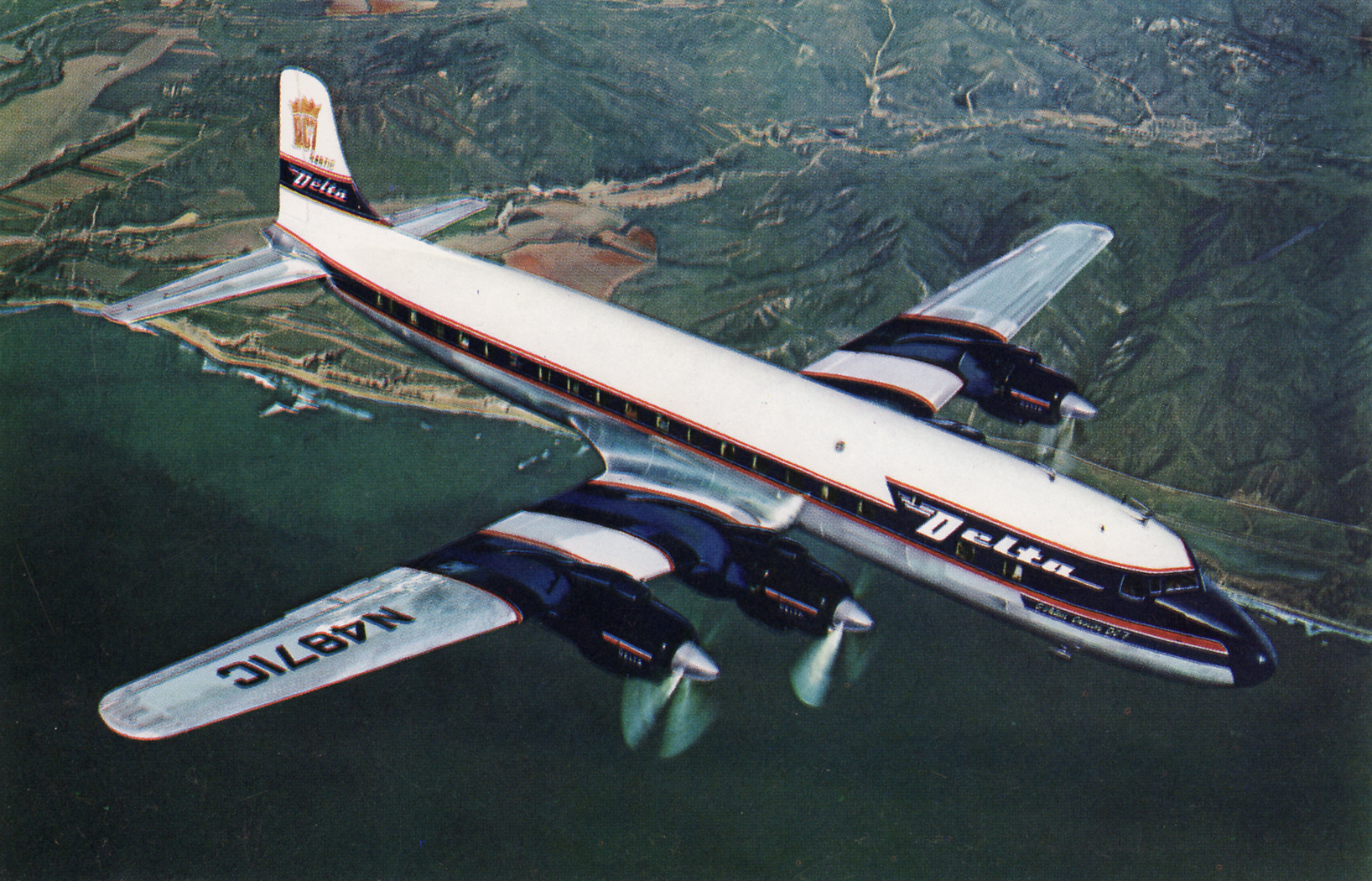
Douglas DC-7 v barvách společnosti Delta Air Lines

V konkurenčním boji mezi firmou Lockheed a Douglas o přízeň velkých leteckých společností, se podařilo v roce 1950 dostat firmě Lockheed značně dopředu. Uvedl na trh prodlouženou verzi Lockheed Constellation L-1049, který byl schopen nést až 92 cestujících. V dalším vývoji použil motory Wright R-3350-DA3 "Turbo Compound" s výkonem 2389 kW. Dopravní letadlo L-1049C, které bylo v září 1953 s těmito motory nasazeno na linky TWA začalo být nebezpečím pro další konkurenceschopnost firmy Douglas.
Douglas a dopravní společnost American Airways zvýšily pozornost již v době zkoušek prvních konkurenčních strojů L-1049, zatím bez sloučených motorů. Douglasovi bylo jasné, že bude muset znovu prodloužit trup svých letadel a využít znovu jedinečný nosný systém stroje DC-4, samozřejmě po výrazném zesílení a použití silnějších materiálů. Nový Douglas DC-7 byl zalétán 18. května 1953 a v podstatě představoval prodlouženou verzi stroje Douglas DC-6B. Interiér mohl pojmout 66 až 95 cestujících (v úpravě coach); to vše znamenalo, že vzletová hmotnost oproti DC-6B vzrostla o 7 tun. Dosavadní motory R-2800 však na takovou hmotnost nestačily, proto Douglas musel také sáhnout po motorech Wright R-3350-18DA1 s výkonem 2389 kW. Tyto motory umožnily DC-7 dosáhnout větší rychlosti než měl Super Constellation L-1049G, přičemž v doletu za ním zaostával jen nepatrně.

## Služba

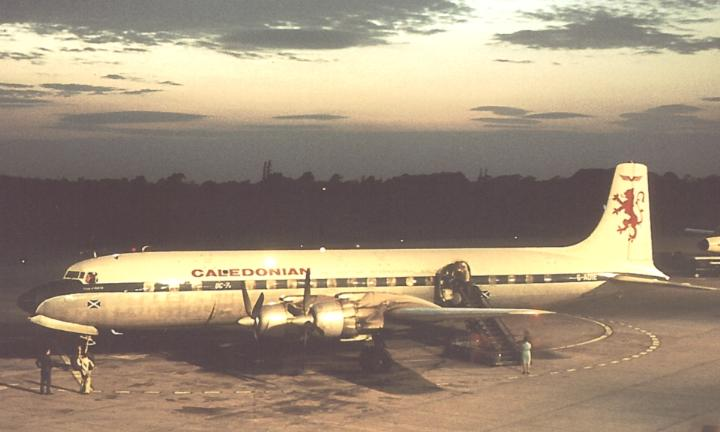
Douglas DC-7C společnosti Caledonian Airways na letišti v Manchesteru, 24. červenec 1964

V listopadu 1953 nastoupily DC-7 v barvách společnosti American Airlines na trati New York – Los Angeles a poprvé v dějinách transkontinentální americké dopravy ji byly schopny přeletět oběma směry bez mezipřistání, přičemž nejlepší letový čas byl 8,25 hodiny. DC-7 přebrala také společnost United Airlines a celá produkce zanedlouho tvořila 120 ks. DC-7 byly v polovině 50. let chloubou významných leteckých společností.
Největší dolet DC-7 byl 7130 km. Firmě Douglas se ho podařilo jednoduchým trikem prodloužit až na 8 000 km a to tak, že u další verze DC-7B z roku 1955 instalovala do zadních částí motorových gondol přídavné palivové nádrže. Zásoba se tak zvětšila z 20 760 l na 24 000 l, a zároveň se zvýšil obchodní náklad z 9,3 t na 10,3 t. Aby stroj přesto dokázal vzlétnout, byly instalovány výkonnější motory Wright R-3350-18DA4 o výkonu 2 499 kW. Strojů DC-7B bylo postaveno 95 kusů.
DC-7 a DC-7B znamenaly výrazné zlepšení dopravy na transatlantických tratích. Nebyly však provozně ekonomické a navíc se v nich cestující necítili dobře. Hladina hluku v kabině byla značně vysoká, okolo 76 dB, lidé trpěli silnými vibracemi, které se navzdory snahám konstruktérům nepodařilo odstranit. Bylo zřejmé, že technické možnosti pístových motorů se blíží svému konci a ani úprava "Turbo Compound" jim neprodloužila život. Nové stroje s proudovými nebo turbovrtulovými motory rychle nahrazovaly ve velkých leteckých společnostech doposud používané DC-7 a DC-7B. Ty pak dosloužily hlavně jako nákladní, v úpravě DC-7F, s velkými dveřmi a vyztuženou podlahou.

## Varianty
- DC-7
- DC-7B
- DC-7C
- DC-7D (nepostavený)

## Uživatelé

### Letecké společnosti

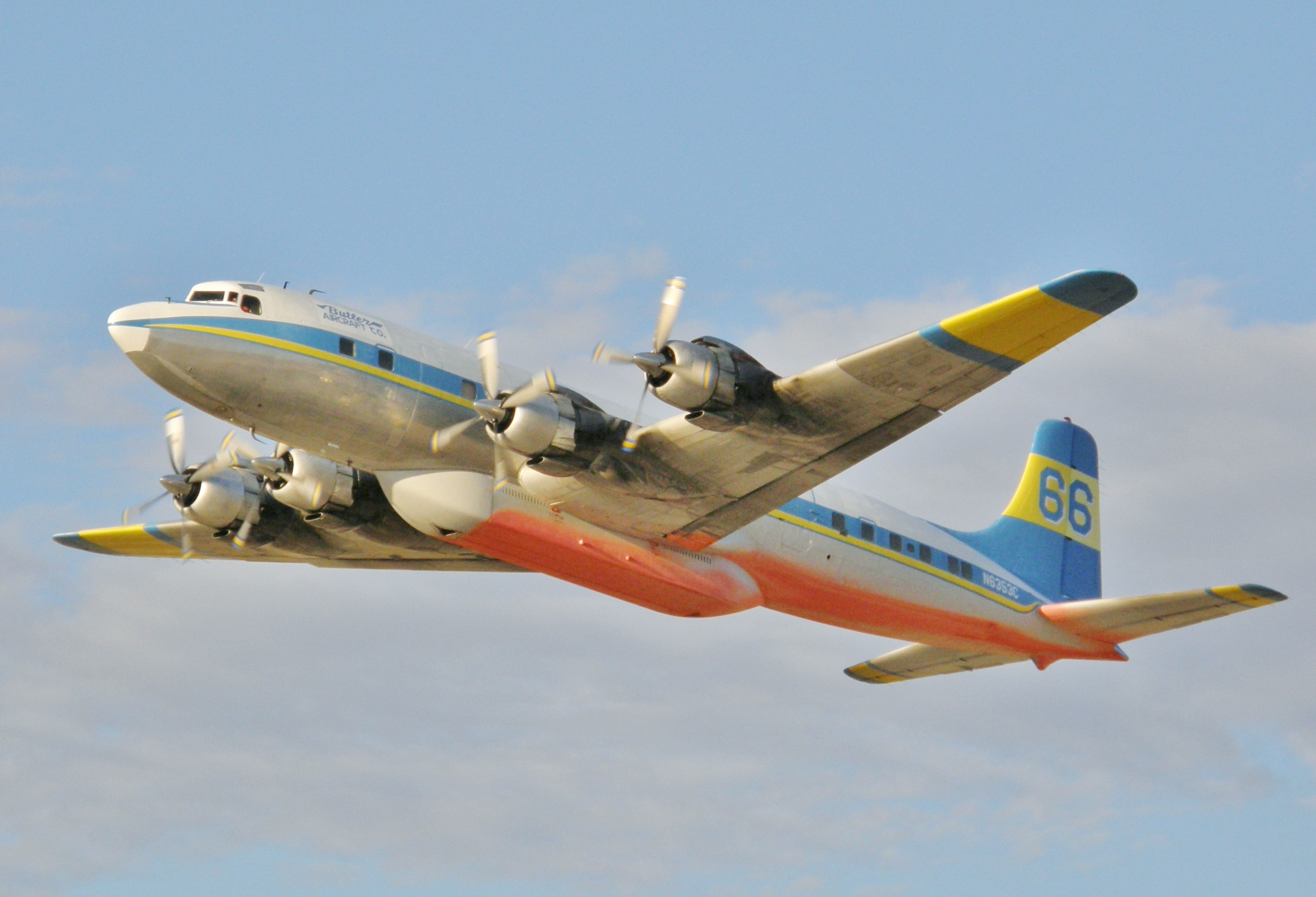
Douglas DC-7 Tanker 66

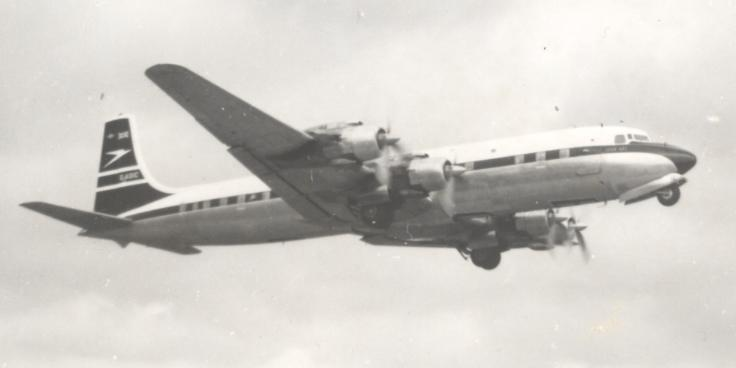
Douglas DC-7C (G-AOIC) od společnosti BOAC startuje z letiště Manchester, duben 1958

K dnes už historickým uživatelům letadel
DC-7 patří: Aeroméxico, Alitalia, American Airlines, BOAC, Braniff International Airways, Caledonian Airways, Delta Air Lines, Eastern Air Lines, Japan Airlines, KLM, National Airlines, Northwest Orient, Panair do Brasil, Pan American World Airways, Sabena, SAS, South African Airways, Swissair, THY, TAI a United Airlines.

### Vojenští uživatelé
- Kolumbie
- Francie
- Mexiko
- Rhodésie
- USA

### Letecké společnosti a počet letadel
| Letecká společnost                   | DC-7 | DC-7B | DC-7C | Poznámky                                              |
| ------------------------------------ | ---- | ----- | ----- | ----------------------------------------------------- |
| Alitalia                             | 0    | 0     | 6     |                                                       |
| American Airlines                    | 34   | 24    | 0     |                                                       |
| British Overseas Airways Corporation | 0    | 0     | 10    |                                                       |
| Braniff International Airways        | 0    | 0     | 7     |                                                       |
| Continental Air Lines                | 0    | 5     | 0     |                                                       |
| Delta Air Lines                      | 10   | 10    | 0     |                                                       |
| Eastern Air Lines                    | 0    | 49    | 0     |                                                       |
| Japan Air Lines                      | 0    | 0     | 4     |                                                       |
| KLM                                  | 0    | 0     | 15    |                                                       |
| Mexicana de Aviación                 | 0    | 0     | 4     |                                                       |
| National Airlines                    | 4    | 4     | 0     |                                                       |
| Northwest Orient                     | 0    | 0     | 14    |                                                       |
| Pan American-Grace Airways           | 0    | 6     | 0     |                                                       |
| Pan American World Airways           | 0    | 6     | 27    |                                                       |
| Panair do Brasil                     | 0    | 0     | 2     |                                                       |
| Sabena                               | 0    | 0     | 10    | 3 letadla byla pronajata                              |
| Scandinavian Airlines System         | 0    | 0     | 14    |                                                       |
| South African Airways                | 0    | 4     | 0     |                                                       |
| Swissair                             | 0    | 0     | 5     |                                                       |
| Transports Aériens Intercontinentaux | 0    | 0     | 4     |                                                       |
| United Air Lines                     | 57   | 0     | 0     |                                                       |
| Douglas Aircraft                     | 0    | 2     | 0     | Projekt byl zrušen ještě před dodaním                 |
| Douglas Aircraft                     | 0    | 1     | 0     | Prototyp DC-7B byl dodán společnosti Delta Air Lines  |
| Douglas Aircraft                     | 0    | 0     | 1     | Prototyp DC-7C byl dodán společnosti Panair do Brasil |
| Spolu                                | 105  | 111   | 122   | Celkem bylo vyrobeno 338 letadel                      |

## Specifikace (DC-7)

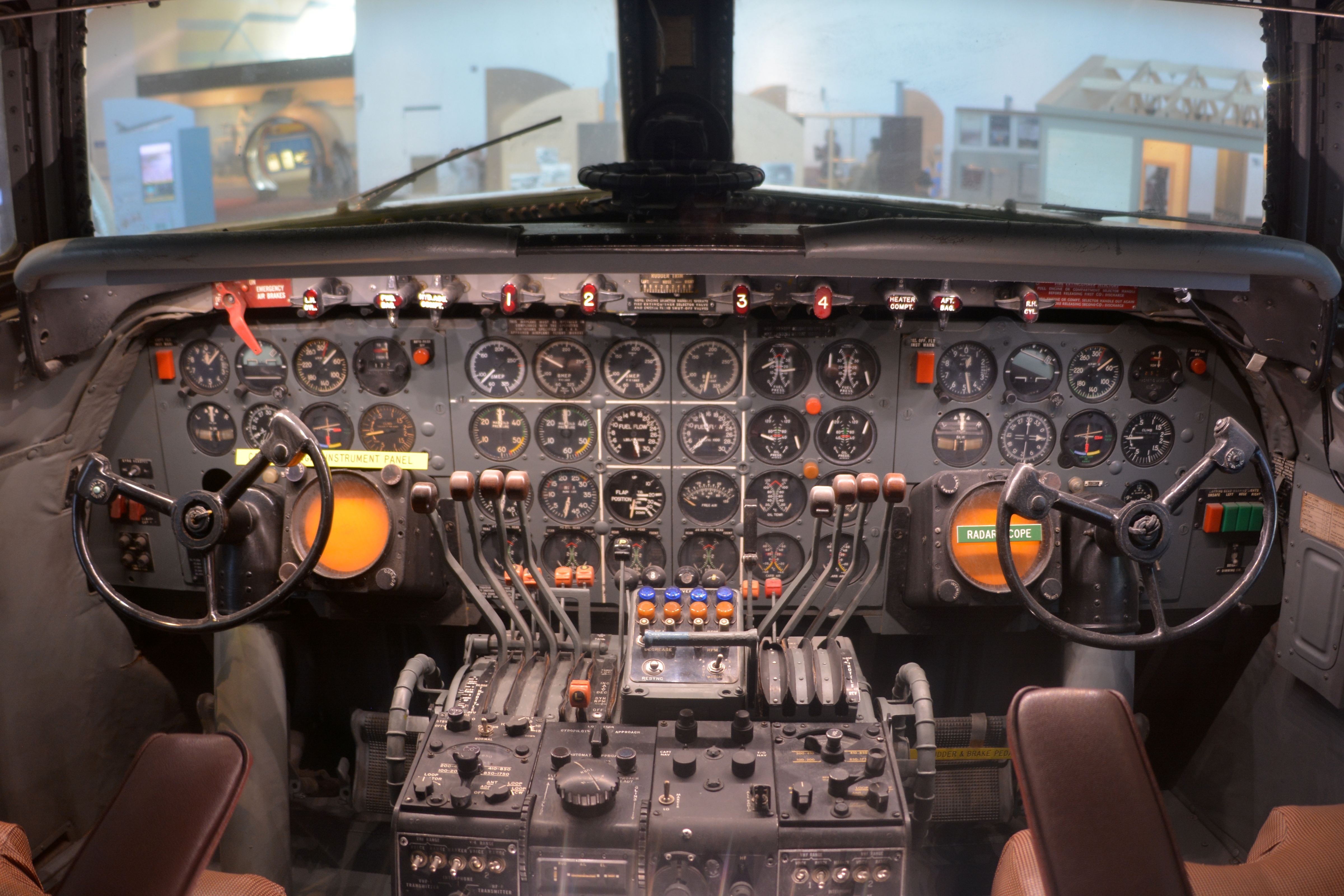
Kokpit DC-7

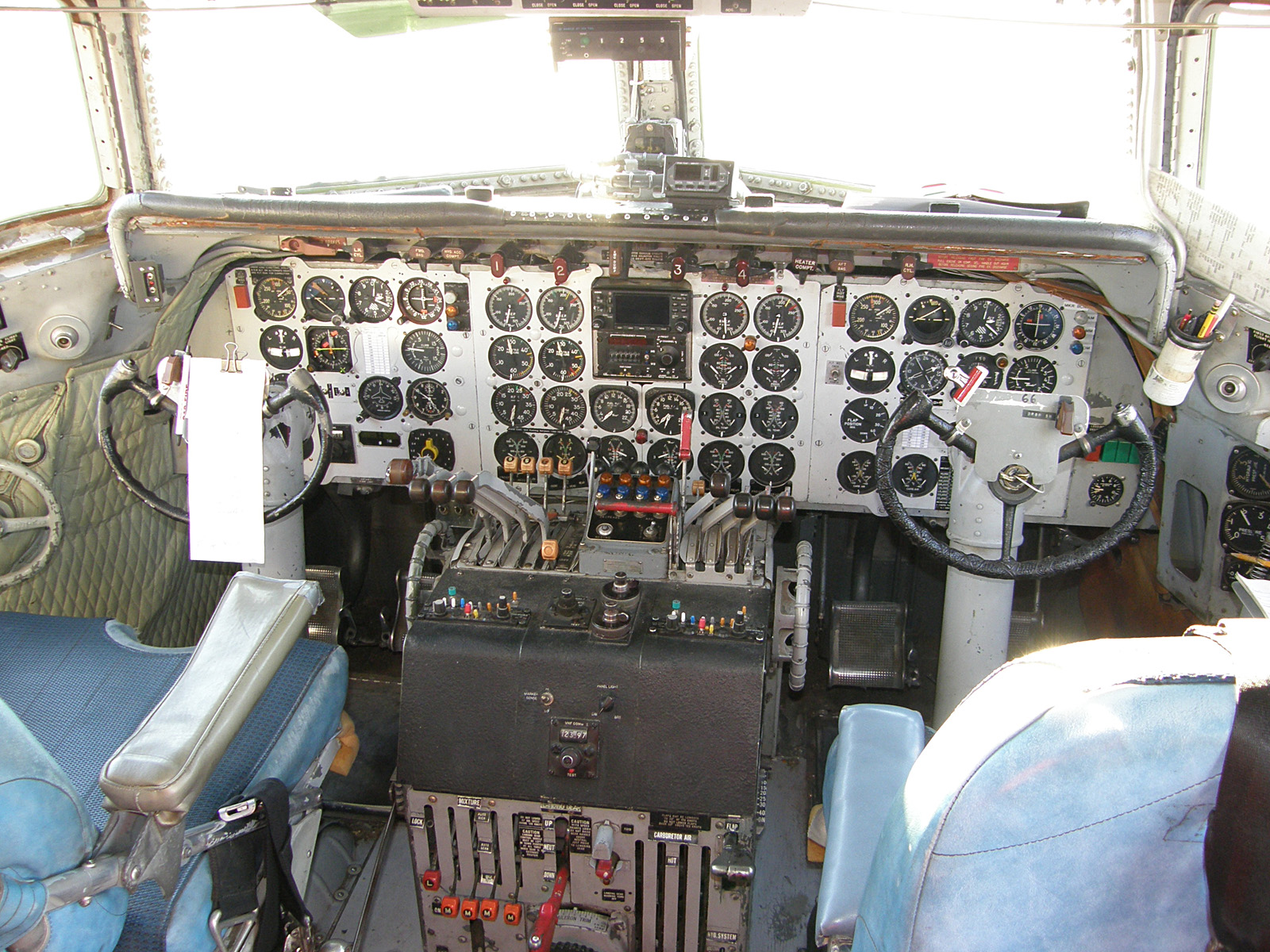
DC-7 s modernější avionikou v kokpitu

### Technické údaje
- Posádka: 3 anebo 4
- Kapacita: 99 nebo až 105 cestujících
- Délka: 37 m
- Rozpětí: 42 m
- Výška: 10,50 m
- Nosná plocha: 152 m²
- Hmotnost prázdného letadla: 33 005 kg
- Maximální vzletová hmotnost: 65 000 kg
- Pohonná jednotka: 4 × hvězdicový motor Wright R-3350-18EA1, každý o výkonu 2 535 kW

### Výkony
- Maximální rychlost: 653 km/h
- Cestovní rychlost: 570 km/h
- Dolet: 7 410 km (DC-7) / 9 070 km (DC-7C)
- Dostup: 7 600 m
- Stoupavost: 318 m/min
- Plošné zatížení: 427,6 kg/m²
- Poměr výkon/hmotnost: 160 W/kg